# 屏東縣恆春鎮恆春國民小學
屏東縣恆春鎮恆春國民小學，簡稱恆春國小，是位於屏東縣恆春鎮北門路的公立國民小學，創立於1900年，為屏東縣的百年老校之一。

## 歷史
恆春國小前身為恆春國語傳習所，設立於1896年（明治29年）7月1日，校址位於恆春城內城隍廟，並設立豬朥束分教場（今滿州國小）。1900年（明治33年）10月1日，廢除恆春國語傳習所，於原址改設為恆春公學校。:13-18豬朥束分教場獨立為豬朥束國語傳習所。
1903年（明治36年）9月1日，附設小學科供日本子弟就讀。:291904年2月，本校因學生增加而空間不足，在城隍廟後方（東北側）開始興建新校舍。:164-165
1905年（明治38年）1月15日，舉行新校舍落成典禮。:29同年7月，附設小學科改為鳳山尋常高等小學校恆春分教場，其後於1908年獨立為恆春尋常高等小學校，並於1911年遷至舊恆春廳舍倉庫。:165（該校於1945年2月遭盟軍炸毀）
1921年（大正10年）4月，本校改稱為恆春第一公學校，並增設二年制簡易農校。次年4月，廢除簡易農校並改設二年制高等科。1923年（大正12年）5月，設立墾丁寮分教場（今墾丁國小）。:32
1933年（昭和8年），因校舍不足且校地太小無法興建運動場，故在城南300番地（今恆春國中校址）開始興建新校舍及運動場。:174-178完工後本校校址遷至該處。1941年（昭和16年），改制為恆春第一國民學校。1943年（昭和18年）4月，墾丁寮分教場獨立設校。:28
第二次世界大戰日本戰敗後，國民政府接收臺灣。1945年12月，陳敏夫奉命接收本校並擔任校長。1950年（民國39年）10月1日，改稱為屏東縣恆春國民學校。:28
1953年（民國42年），恆春初級中學（今屏東縣立恆春國民中學）因需增設高中部而校地不足，與本地交換校地，本校因而遷至該處，即原恆春尋常高等小學校校址。:3
1968年（民國57年）8月1日實施九年國民教育，校名改為屏東縣立恆春國民小學，以迄於今。:28
1979年（民國68年），因學生增加而校地不足，政府撥交北門陸軍營地以便興建新校舍。1980年（民國69年），本校遷至完工後的新校舍，即為現址。:3
2023年（民國112年）恆春國小創校122年，原本的教學暨行政大樓使用超過40年，古城美學新校舍於2023年3月9日啟用。

## 歷任校長

### 日治時期
日治時期歷任校長如下：:111
| 任別 | 姓名       | 任期                   |
| ---- | ---------- | ---------------------- |
| 1    | 赤岩鹿三郎 | 1900年10月－1900年12月 |
| 2    | 久保信安   | 1901年1月－1902年3月   |
| 3    | 久保田清助 | 1902年3月－1903年6月   |
| 4    | 庄崎締忍   | 1903年6月－1904年4月   |
| 5    | 淺井安行   | 1905年8月－1908年6月   |
| 6    | 三上敬太郎 | 1908年6月－1915年4月   |
| 7    | 神谷彥郎   | 1915年4月－1917年3月   |
| 8    | 田口倭三郎 | 1917年3月－1923年3月   |
| 代理 | 篠崎英壽   | 1923年3月－1923年7月   |
| 9    | 渡部佐四郎 | 1923年7月－1928年3月   |
| 10   | 野田春吉   | 1928年3月－1931年10月  |
| 11   | 山崎武治   | 1931年10月－1933年3月  |
| 12   | 足立義比古 | 1933年3月－1934年4月   |
| 13   | 松尾兵佐   | 1934年4月－1940年4月   |
| 14   | 松友增美   | 1940年4月－1941年4月   |
| 15   | 是川繁松   | 1941年4月－1942年5月   |
| 16   | 巨炊利一   | 1942年5月－1943年4月   |
| 17   | 中薗昌一   | 1943年4月－1945年12月  |

### 民國時期
民國時期歷任校長接任如下：:111:176
| 任別 | 姓名   | 任期                 |
| ---- | ------ | -------------------- |
| 1    | 陳敏夫 | 1945年12月-1966年8月 |
| 2    | 林祖基 | 1966年9月-1970年1月  |
| 代理 | 吳恆盛 | 1970年1月-1971年4月  |
| 3    | 郭茂雄 | 1971年4月-1976年8月  |
| 代理 | 吳恆盛 | 1976年9月-1977年7月  |
| 4    | 陳金福 | 1977年7月-1988年8月  |
| 5    | 黃夏茂 | 1988年8月-2002年7月  |
| 6    | 陳三成 | 2002年8月-2005年1月  |
| 7    | 黃淑貞 | 2005年2月-2009年7月  |
| 8    | 江國樑 | 2009年8月-2017年7月  |
| 9    | 鄭鴻博 | 2017年8月-           |

## 外部連結
- 恆春國小官網 （页面存档备份，存于）